# Karl von Terzaghi
Karl von Terzaghi (Praga, 2 de outubro de 1883 — Winchester, Massachusetts, Estados Unidos, 25 de outubro de 1963) foi um engenheiro austríaco reconhecido como o pai da mecânica dos solos e da engenharia geotécnica.
Desde o começo de sua carreira dedicou seus esforços visando buscar um método racional que resolvesse os problemas relacionados com a engenharia de solos e fundações. A coroação de seus esforços se deu em 1925 com a publicação de Erdbaumechanik, considerada atualmente como o ponto de partida da mecânica dos solos como novo ramo da ciência na engenharia.
De 1925 a 1929 trabalhou no Instituto de Tecnologia de Massachusetts, onde iniciou o primeiro programa norte americano sobre mecânica dos solos e com isso fez com que esta ciência se convertesse em uma matéria fundamental na engenharia civil.
Em 1938 passou para a Universidade de Harvard onde desenvolveu e lecionou seu curso sobre geologia aplicada à engenharia, aposentando-se como professor em 1953 com 70 anos de idade. Naturalizou-se norte americano em 1943.
Seu livro Soil Mechanics in Engineering Practice, escrito em parceria com Ralph B. Peck, é de consulta obrigatória para os profissionais da engenharia geotécnica. É considerado um dos mais destacados engenheiros civis do século XX.

## Livros
Esta lista está incompleta ajude a expandi-la!
- Terzaghi, K., Theoretical Soil Mechanics, John Wiley and Sons, New York (1943) ISBN 0471853054.
- Terzaghi, K., Peck, R. B. e Mesri, G., Soil Mechanics in Engineering Practice, 3rd Ed. Wiley-Interscience (1996) ISBN 0471086584.
- Terzaghi, K., "Large Retaining Wall Tests", Engineering News Record Feb. 1, March 8, April 19 (1934).
- Terzaghi, K., From theory to practice in soil mechanics;: Selections from the writings of Karl Terzaghi, with bibliography and contributions on his life and achievents John Wiley and Sons (1967).
- Terzaghi, K., Proctor, R. V. and White, T. L., "Rock Tunneling with Steel Supports," Commercial Shearing and Stamping Co. (1946).
- Terzaghi, K., American Society of Civil Engineers, "Terzaghi Lectures, 1974-1982," American Society of Civil Engineers (1986) ISBN 087262532X.